# Tachybaptus ruficollis

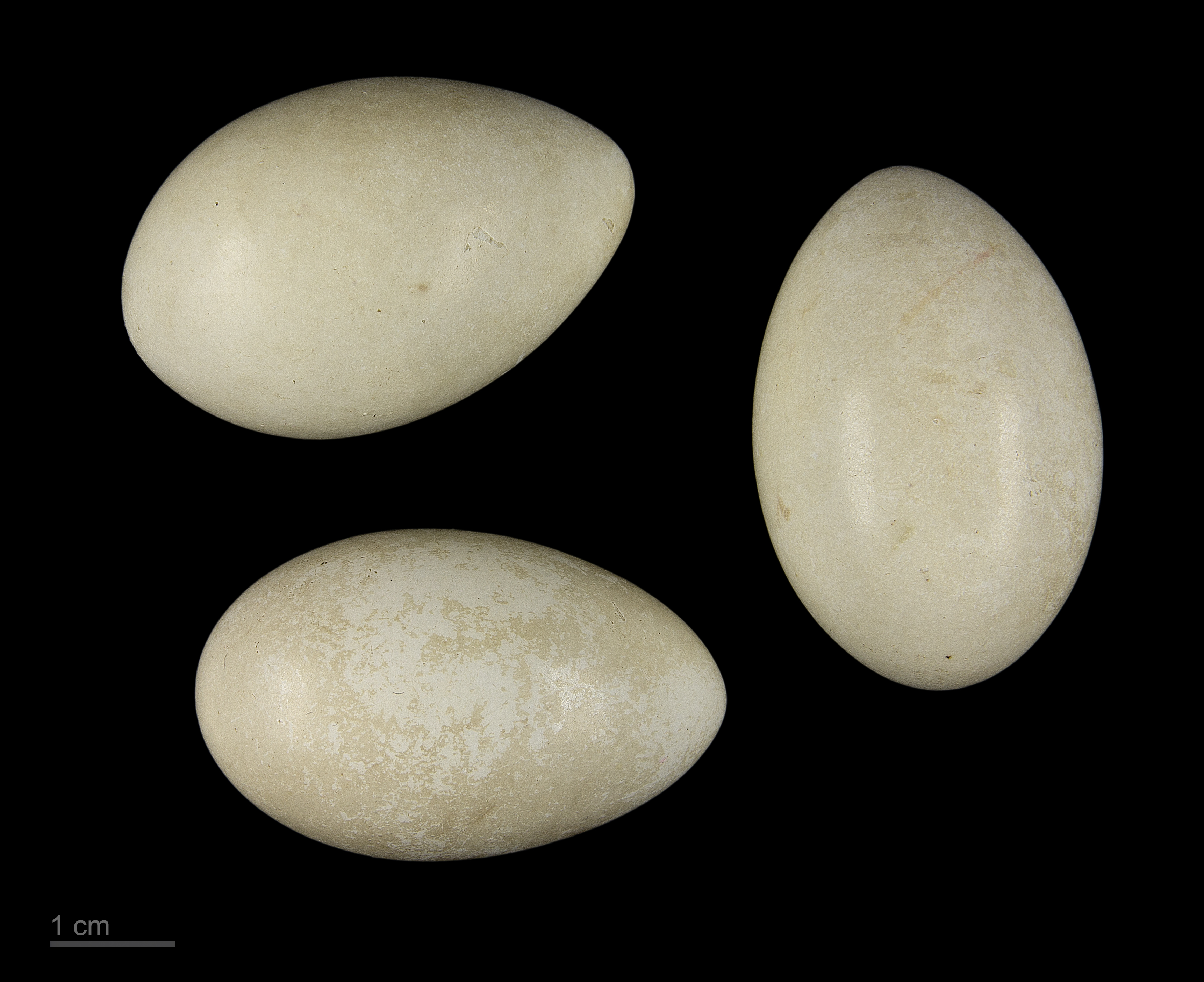
Tachybaptus ruficollis

Il tuffetto (Tachybaptus ruficollis Pallas, 1764) è un uccello della famiglia dei Podicipedidi.

## Descrizione
È il più piccolo svasso paleartico (lunghezza totale 24–29 cm, apertura alare 40–45 cm e peso 140-250 g), con becco corto e corpo tondeggiante. In abito nuziale i lati del capo e del collo sono rosso-castani, e tipica è una macchia giallastra alla base del becco. L'abito invernale è più chiaro e uniforme. I sessi sono simili.
In estate le parti superiori arrivano ad essere di un nero lucido, talora sfumato al brunastro; anche cervice, nuca, mento e coda risultano essere neri. Petto e fianchi sono sfumati verso il grigio, mentre collo e lati del corpo hanno una colorazione tendente al rosso-castano. L'addome è bicolore, bianco e nero.

## Tassonomia
Se ne riconoscono 7 sottospecie, che si differenziano tra loro soprattutto per dimensioni e colorazione:
- T. r. ruficollis (Pallas, 1764), diffuso in Europa, Russia occidentale e Nordafrica[5];
- T. r. albescens (Blanford, 1877)
- T. r. iraquensis (Ticehurst, 1923), diffuso in Iraq sud-orientale e Iran sud-occidentale[5];
- T. r. capensis (Salvadori, 1884), diffuso nell'Africa sub-sahariana, in Madagascar, Sri Lanka, subcontinente indiano e Myanmar[5];
- T. r. poggei (Reichenow, 1902), diffuso dall'Asia sud-orientale a quella nord-orientale, ad Hainan, a Taiwan, in Giappone e nelle Curili meridionali[5];
- T. r. philippensis (Bonnaterre, 1791), diffuso nelle Filippine settentrionali[5];
- T. r. cotabato (Rand, 1948), endemico di Mindanao[5].

## Distribuzione e habitat
Specie sedentaria e migratrice, nidifica con una decina di sottospecie in Eurasia, Africa e Oceania. È diffusa in gran parte dell'Europa centrale e meridionale, dove sverna sia nei siti riproduttivi sia, soprattutto, lungo le coste atlantiche e nel bacino del Mediterraneo. In Italia si riproduce con una popolazione di 3000-4000 coppie prevalentemente in Pianura Padana, sul versante tirrenico e in Sardegna, ma è comune anche come migratrice e svernante.
Per nidificare frequenta zone umide d'acqua dolce, anche di ridotta estensione, bordate da vegetazione palustre emergente, generalmente sotto i 500 metri di altitudine. Durante lo svernamento si incontra anche in acque salmastre, in mare e in laghetti urbani.

## Biologia
Di abitudini territoriali, si riproduce a coppie isolate o in piccoli raggruppamenti. Da marzo in poi costruisce un nido galleggiante e vi depone 4-6 uova biancastre, alla cui incubazione provvedono i due sessi per 20-21 giorni. I giovani volano a 6-7 settimane di vita. due le covate di solito portate a termine nell'anno. Piuttosto schivo, il tuffetto comune tradisce la propria presenza con un caratteristico richiamo trillante emesso ora in crescendo ora in calando.
Se disturbato, si immerge ed è in grado di mantenere fuori dall'acqua il solo capo a guisa di periscopio. Tipica delle specie appartenenti a questa famiglia è l'abitudine di ricoprire le uova con vegetazione palustre per nasconderle alla vista di potenziali predatori durante temporanee assenze.